# Kroniki Riddicka: Ucieczka z Butcher Bay
Kroniki Riddicka: Ucieczka z Butcher Bay (ang. The Chronicles of Riddick: Escape from Butcher Bay) – gra komputerowa stanowiąca połączenie strzelanki pierwszoosobowej oraz skradanki, wyprodukowana przez Starbreeze Studios i wydana przez Vivendi Games. Gra została wydana w czerwcu 2004 roku na konsolę Xbox. W grudniu tego samego roku pod nazwą The Chronicles of Riddick: Escape From Butcher Bay – Developer's Cut ukazała się na komputerach osobistych z systemami Windows; w Polsce ta wersja została wydana przez firmę Nicolas Games w lutym 2005 roku. Gra ukazała się równolegle z fantastycznonaukowym filmem Kroniki Riddicka, a w tworzenie gry był zaangażowany Vin Diesel, aktor grający rolę Richarda B. Riddicka, głównego bohatera obu dzieł.
Tytuł przedstawia losy Riddicka, antybohatera znanego z filmów Pitch Black i Kroniki Riddicka, który próbuje uciec z pilnie strzeżonego więzienia Butcher Bay. Projektanci Ucieczki z Butcher Bay skupili się na przedstawieniu postaci Riddicka podczas ucieczki z więzienia, aby zróżnicować grę względem filmu. Na kształt tytułu miały wpływ takie produkcje jak film Ucieczka z Alcatraz oraz gry komputerowe Half-Life i Tom Clancy’s Splinter Cell.
Ucieczka z Butcher Bay została bardzo dobrze przyjęta przez krytyków, którzy chwalili jej oprawę graficzną oraz integrację elementów gier akcji, skradanek oraz przygodowych. Za wadę produkcji uznano natomiast brak trybu gry wieloosobowej. W 2009 roku został wydany remake produkcji połączony z jej kontynuacją zatytułowany Kroniki Riddicka: Assault on Dark Athena. W 2013 roku ujawniono, że w produkcji znajduje się trzecia gra z Riddickiem.

## Fabuła

### Świat gry i postacie
Ucieczka z Butcher Bay rozgrywa się w futurystycznym świecie science fiction z serii The Chronicles of Riddick i jest prequelem filmów Pitch Black i Kroniki Riddicka. Miejscem akcji tytułu jest Butcher Bay – najpilniej strzeżone więzienie w kosmosie, z którego nie uciekł jeszcze żaden więzień. Znajdujący się na jałowej planecie ośrodek obejmuje trzy obszary o wzrastającym poziomie bezpieczeństwa i podziemną kopalnię.
Protagonistą gry jest Richard B. Riddick (Vin Diesel), morderca niedawno zamknięty w Butcher Bay. Riddick stara się wydostać z więzienia na wszelkie możliwe sposoby. Został pochwycony przez Williama J. Johnsa (Cole Hauser) – łowcę nagród, z którym skonfrontował się już wcześniej. Naczelnikiem Butcher Bay jest mężczyzna o imieniu Hoxie (Dwight Schultz), a Abbott (Xzibit) to nielubiany przez więźniów strażnik, któremu Riddick się naraża. Papież Joe (Willis Burks II) to obłąkany starzec zamieszkujący tunele ściekowe pod więzieniem i pomagający bohaterowi.

### Streszczenie
Intro gry pokazuje Riddicka zabijającego zwierzę w jaskini na lodowym pustkowiu. Następnie odzywa się do niego kobiecy głos, który wspomina jego oczy i powoduje, że przypomina on sobie wydarzenia z Butcher Bay.
Riddick jest transportowany do więzienia przez Johnsa, który chce dostać za niego nagrodę. Na lądowisku Riddick skręca kark Johnsowi i ucieka kanałami wentylacyjnymi. Po dotarciu na powierzchnię okazuje się, że był to sen bohatera, którego budzi Johns.
Johns spotyka się z Hoxim, aby ustalić swoje wynagrodzenie. Potem Abbott eskortuje Riddicka do jego celi. Bohater zaznajamia się z więźniami, zabija Rusta (przywódcę gangu) i w końcu wywołuje zamieszki, które pozwalają mu na ucieczkę do kanałów. Tam spotyka Papieża Joego i walczy z mutantami, aby odzyskać jego radio. Joe przeprowadza na Riddicku operację, dzięki której zyskuje on swój niezwykły wzrok. Następnie dociera do kwater strażników i przebiera się w mundur, by przejść niepostrzeżenie. Drogę blokuje mu skaner siatkówki, który wymaga oczu prawdziwego strażnika, więc Riddick postanawia wziąć oczy Abbotta. Po walce w jego mieszkaniu Johns powstrzymuje Riddicka przed zabiciem strażnika.
Riddick zostaje przeniesiony do strefy o większym poziomie bezpieczeństwa. Tam bierze udział w walkach na pięści, na końcu zabijając obecnego mistrza, strażnika Bama. Zostaje zabrany do pomieszczenia, w którym czekają na niego inni strażnicy i wyleczony Abbott, by go zabić. Riddick pokonuje ich, zabija Abbotta i szuka innej drogi ucieczki. Znajduje ukryte przejście do windy, która zabiera go do placówki górniczej. Poznaje tam Jaggera Valance'a (Ron Perlman), chce mu pomóc w ucieczce. Konstruuje bombę, którą Riddick podkłada w miejsce wycieku gazu. Potem bohatera łapią strażnicy, jednak z powodu ataku obcych stworzeń na kopalnię spowodowanego przez wybuch bomby, udaje mu się uciec z Valance'em. Plany rujnuje mu znowu Johns, z którym walczy, a Valance strzela do nich obu (przypadkowo do Riddicka). Valance'a zabijają strażnicy, a bohater spotyka się z naczelnikiem i zostaje przeniesiony do obszaru o jeszcze większych zabezpieczeniach, gdzie więźniowie są przetrzymywani w komorach krionicznych. Jest codziennie wybudzany na kilka minut; udaje mu się znaleźć lukę w systemie, dzięki czemu ucieka. Potem przechwytuje mecha i walcząc z przeciwnikami, zmierza do Hoxie'ego.
Zdenerwowany więzienną biurokracją Johns pomaga Riddickowi ominąć strażników. Riddick go ogłusza i wlatuje statkiem do biura naczelnika, który wzywa dwa roboty strażnicze. Riddick je niszczy, a Hoxie się poddaje i przekazuje kody do jego statku, którym bohater i Johns uciekają w przebraniu. Hoxie zostaje zabity przez dwóch strażników, którzy po wejściu do biura mylą go z Riddickiem, gdyż jest ubrany w jego strój.

## Rozgrywka
W Ucieczce z Butcher Bay gracz wciela się w Richarda B. Riddicka, a jego celem jest tytułowa ucieczka z więzienia Butcher Bay. Gra łączy w sobie elementy różnych gatunków gier komputerowych, takich jak strzelanki pierwszoosobowe, przygodowe gry akcji i skradanki, a przedstawiona jest głównie z perspektywy pierwszej osoby, która w niektórych momentach zmienia się w perspektywę trzeciej osoby. W przeciwieństwie do wielu strzelanek pierwszoosobowych gra nie zawiera wyświetlacza HUD; wskazówki na ekranie pojawiają się jedynie przy zmianie broni, podnoszeniu przedmiotów oraz zmianie stanu zdrowia postaci. Pasek zdrowia może być uzupełniany w wyznaczonych miejscach w trakcie gry; możliwe jest także jego wydłużenie. Znajdując paczki papierosów ukryte na poziomach, gracz odblokowuje związane z produkcją materiały wideo i grafiki koncepcyjne.
Gracz może rozmawiać z rezydentami zakładu i otrzymywać od nich zadania, informacje, przedmioty i inne nagrody za wykonane cele. Pomiędzy postacią gracza a strażnikami i więźniami często dochodzi do walki. Gracz może atakować gołymi rękoma lub bronią białą (m.in. kastetami, pałkami). Możliwe jest łączenie ciosów w sekwencje combo. System zabezpieczeń skanujący DNA początkowo powstrzymuje Riddicka przed używaniem broni palnej, jednak wraz z postępami w rozgrywce gracz uzyskuje do niej dostęp.
Gdy postać gracza kuca, aktywowany zostaje tryb skradania pozwalający na ciche poruszanie się. W tym trybie ekran gry jest zabarwiony na niebiesko, tak długo jak postać gracza pozostaje niewidoczna dla przeciwników. Dzięki temu gracz może przemieszczać zwłoki i ukrywać się. Ponadto, jeśli Riddick zaatakuje nieświadomego jego obecności wroga, natychmiast go zabija; może na niego zeskoczyć lub wyeliminować z zaskoczenia. W czasie gry Riddick zdobywa błonę odblaskową, która pozwala mu widzieć w ciemności, jednak chwilowo oślepia go, jeśli użyje jej w jasno oświetlonych obszarach.

## Tworzenie

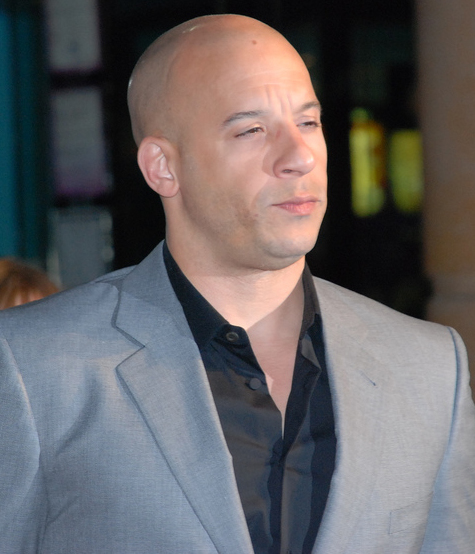
Aktor Vin Diesel wcielił się w rolę Riddicka w Ucieczce z Butcher Bay i pomagał w jej tworzeniu.

Ucieczka z Butcher Bay została stworzona przez szwedzkie studio Starbreeze Studios i wydana przez Vivendi Games oraz założoną przez Vina Diesela firmę Tigon Studios. Vivendi Games otrzymało licencję na wykorzystanie marki The Chronicles of Riddick od Universal Studios Consumer Products Group; obie firmy należały do Vivendi Universal. Tytuł zapowiedziano w marcu 2004 roku jako grę na konsolę Xbox. Cos Lazouras z Tigon Studios stwierdził, że będzie ona opowiadała oddzielną historię w celu ukazania, jak Riddick stał się tak złożoną postacią.
W przeciwieństwie do innych gier opartych na filmach, które często przedstawiały te same wydarzenia, co materiał źródłowy, zespół produkcyjny Ucieczki z Butcher Bay skupił się na zróżnicowaniu gry od filmu Kroniki Riddicka. Postanowili przedstawić postać Riddicka podczas ucieczki z więzienia, a inspiracje czerpali z takich filmów jak Ucieczka z Alcatraz, a także z gier komputerowych GoldenEye 007 czy serii Tom Clancy’s Splinter Cell. Sekwencja początkowa, w której Riddick jest eskortowany do Butcher Bay, stanowi hołd dla gry Half-Life, a przy projektowaniu mechaniki walki wręcz Starbreeze wzorowało się na serii Punch-Out!!. Twórcy skupili się na trybie dla jednego gracza, pomijając tryb wieloosobowy; studio stwierdziło, że jego stworzenie wymagałoby dwa razy większego zespołu projektantów oraz dodatkowego roku pracy.
Vin Diesel, aktor grający głównego bohatera serii The Chronicles of Riddick, udzielił swojego głosu i wizerunku w grze. Wraz z reżyserem Davidem Twohym współpracował też przy tworzeniu fabuły produkcji i projektowaniu postaci; scenariusze gry i filmu powstawały równocześnie. Zgodnie z instrukcjami twórców filmu projektanci nie wyjaśnili dokładnie pochodzenia wyjątkowego wzroku bohatera. Podczas sesji nagrywania dialogów Diesel dostarczył wskazówek głównemu scenarzyście gry; spowodowało to przepisanie rozmów w celu zmniejszenia kwestii Riddicka, gdyż aktor uważał, że postać odzywa się zbyt często.
Pracownicy Starbreeze zamierzali umieścić w Ucieczce z Butcher Bay bardziej złożoną mechanikę fabularną, lecz opinie Diesela i testerów gry odwiodły ich od tego pomysłu. Starszy producent Peter Wanat powiedział, że aby gra była grywalna, celowo próbowali ograniczyć liczbę trudnych i skomplikowanych składników RPG. Inne usunięte elementy to batog posiadany przez strażnika Abbotta i 25-minutowa walka z finałowym bossem. Będąca w produkcji edycja gry na PlayStation 2 została anulowana, aby firma mogła skupić się na wersji dla Xboksa.
Gra używa techniki mapowania normalnych, która pozwala na nałożenie szczegółowych tekstur na modele postaci z niższą liczbą wielokątów, dzięki czemu osiągnięto bardziej szczegółowa grafikę z małą stratą klatek na sekundę. Zastosowano także dynamiczne oświetlenie z szablonowym cieniowaniem (ang. stencil shadowing) oraz efekt samocieniowania (ang. self-shadowing).
Tworzenie Ucieczki z Butcher Bay ukończono w 18 miesięcy. W maju 2004 roku Vin Diesel promował grę i film na targach Electronic Entertainment Expo (E3). W Stanach Zjednoczonych wydano ją 1 czerwca 2004 roku, na krótko przed ukazaniem się Kronik Riddicka w kinach. Zamówione przed premierą egzemplarze gry zawierały płytę DVD z materiałami promocyjnymi, takimi jak interaktywny poradnik i ujęcia z filmu. Ścieżka dźwiękowa gry, skomponowana przez Gustafa Grefberga, została 24 czerwca 2004 roku udostępniona przez Vivendi do pobrania za darmo.
W lipcu 2004 roku Vivendi potwierdziło plotki o tworzeniu portu Ucieczki z Butcher Bay na system operacyjny Windows, który zatytułowano The Chronicles of Riddick: Escape from Butcher Bay – Director's Cut. Cechuje się on występowaniem wyższej rozdzielczości ekranowej, dodatkowymi paczkami papierosów, nowymi scenami, w których Riddick przejmuje zmechanizowany pancerz oraz komentarzem deweloperskim, który opisuje szczegółowo proces tworzenia gry i podjęte decyzje projektowe. Wersja reżyserska miała premierę 8 grudnia w Stanach Zjednoczonych.

## Odbiór
Ucieczka z Butcher Bay została entuzjastycznie przyjęta przez krytyków. Niektórzy z nich uznali grę za dzieło lepsze od jej kinowego odpowiednika i nazwali wyjątkiem wśród tytułów opartych na tworach filmowych, które zwykle cechowały się przeciętną jakością. Wersja produkcji na konsolę Xbox w czerwcu 2004 roku była jedną z najlepiej sprzedających się gier na jakiejkolwiek platformie i do sierpnia 2004 wykupiono 159 tys. jej egzemplarzy; później wydano ją w serii Platinum Hits. Wersja na komputery osobiste natomiast po sześciu miesiącach sprzedała się w liczbie 32 500 kopii.
Styl rozgrywki Ucieczki z Butcher Bay został porównany do strzelanek pierwszoosobowych z serii Far Cry i Half-Life oraz do skradanek Splinter Cell, Metal Gear i Thief. Recenzenci obdarzyli uznaniem różnorodność rozgrywki: Jeremy Zoss z „Game Informera” stwierdził, że każdy aspekt gry został fachowo zaimplementowany, a Greg Kasavin z GameSpotu uznał, że produkcja skutecznie i innowacyjnie łączy strzelaniny, walkę na pięści, skradanie i elementy przygodowe. Mechanika skradania gry była powszechnie chwalona, natomiast z mniejszym entuzjazmem niektórzy krytycy potraktowali elementy strzelanki pierwszoobowej. Recenzenci docenili też system sterowania, między innymi opartą na gałce analogowej walkę wręcz w wersji na Xboksa. Zastosowanie zdolności błony odblaskowej Riddicka zostało również dowartościowane, choć według magazynu „Computer and Video Games” nie różni się ona niczym od noktowizorów z innych gier tego typu i mogłaby być o wiele bardziej rozbudowana.
Pozytywnie wypowiadano się o oprawie graficznej tytułu, szczególnie wersji na Xboksa, którą porównano do gier Doom 3 i Half-Life 2.  Michael Lafferty z GameZone oznajmił, że grafika gry wynosi gatunek na nowy poziom. Tekstury i oświetlanie były wymieniane jako największe jej zalety, zwłaszcza z powodu roli cieni w rozgrywce. Modele postaci i mimika zostały uznane za bardzo realistyczne; chwalono szczególnie postać Riddicka. Serwis GameSpot docenił przywiązanie twórców do szczegółów, zwracając uwagę na dziury po kulach, które początkowo żarzą się i dymią, a potem stopniowo chłodnieją i ciemnieją. Część recenzentów narzekało jednak na błędy graficzne, za przykład podając widoczność pocisków smugowych przez ściany. Więzienie Butcher Bay zostało uznane za przekonująco ukazane, a Shawn Elliott ze strony 1UP.com porównał je do uniwersum serii Obcy. Redaktorzy z IGN-u stwierdzili, że Butcher Bay sprawia wrażenie realności i łatwo się w nie wczuć.
Oprawa dźwiękowa Ucieczki z Butcher Bay była głównie dobrze oceniana, a krytycy chwalili aktorów głosowych; szczególne wyróżnienie otrzymały występy Vina Diesela i Cole’a Hausera. Według Jakuba Wojnarowicza ze strony FiringSquad muzyka w grze nie jest porywająca, ale nie jest też kiepska. IGN stwierdził, że muzyka nie zapada w pamięć, ale nie jest zła. „Sunday Herald Sun” nazwał aktorów głosowych zaskakująco dobrymi. Powszechnie krytykowano długość rozgrywki; recenzenci zauważyli, że tytuł można skończyć w osiem do piętnastu godzin. Niektórzy krytycy byli zawiedzeni brakiem trybu dla wielu graczy; „Computer and Video Games” nazwał to niewykorzystaną szansą. „Game Informer” stwierdził, że mimo krótkiej kampanii i braku gry wieloosobowej, każdy posiadacz Xboksa powinien ją kupić.
Zajmujący się grami wideo profesor James Paul Gee z Arizona State University użył Ucieczki z Butcher Bay w swoich badaniach, omawiając związek Riddicka z bohaterem serii Thief Garrettem i bezimiennym żołnierzem z Full Spectrum Warrior.

### Nagrody
Obie wersje gry otrzymały nagrody od redaktorów serwisów IGN, GameSpot i GameSpy. Wersja na komputery osobiste w grudniu 2004 roku była grą miesiąca na PC według IGN-u. W 2007 roku IGN przyznał jej 12. miejsce na liście 25 najlepszych gier wszech czasów na Xboksa. „Game Informer” umieścił Ucieczkę z Butcher Bay na 8. miejscu na podobnej liście z 2008 roku. Była nominowana do nagrody gra roku 2004 przez serwis GameSpot, lecz przegrała z World of Warcraft. W 2007 roku na liście 101 najlepszych gier na PC magazynu Computer and Video Games zajęła 98 miejsce. W 2004 roku na konferencji Digital Entertainment Conference zorganizowanej przez tygodnik „Billboard” Riddick został nominowany w kategorii najlepsza postać w grze komputerowej, a podczas Golden Joystick Award w kategorii „Unsung Hero Game of the Year”. GamesRadar umieścił Ucieczkę z Butcher Bay na liście „Top 7 movie games that don't suck” i stwierdził, że gra była sukcesem na niemal każdym poziomie. Czasopismo „CD-Action” w plebiscycie na najlepszą grę dziesięciolecia z 2006 roku umieściło ją na 46. miejscu.

## Kontynuacje
W kwietniu 2009 roku na platformy Windows, Xbox 360 i PlayStation 3 została wydana gra Kroniki Riddicka: Assault on Dark Athena, która zawiera odświeżoną wersję Ucieczki z Butcher Bay oraz kontynuującą jej fabułę kampanię Assault on Dark Athena. Riddick musi się w niej zmierzyć z załogą statku Dark Athena, która go uprowadziła niedługo po ucieczce z Butcher Bay. Produkcja została stworzona przez twórców oryginału, Starbreeze Studios, i wydana przez Atari. Cechuje się ulepszoną oprawą graficzną i obecnością trybu gry wieloosobowej.
W lipcu 2013 roku Vin Diesel ujawnił, że firma Starbreeze Studios wraz z Tigon Studios pracuje nad trzecią grą komputerową z Riddickiem w roli głównej, która ma być grą w stylu MMO i koncentrować się na pracy najemników.